# Botella de anís

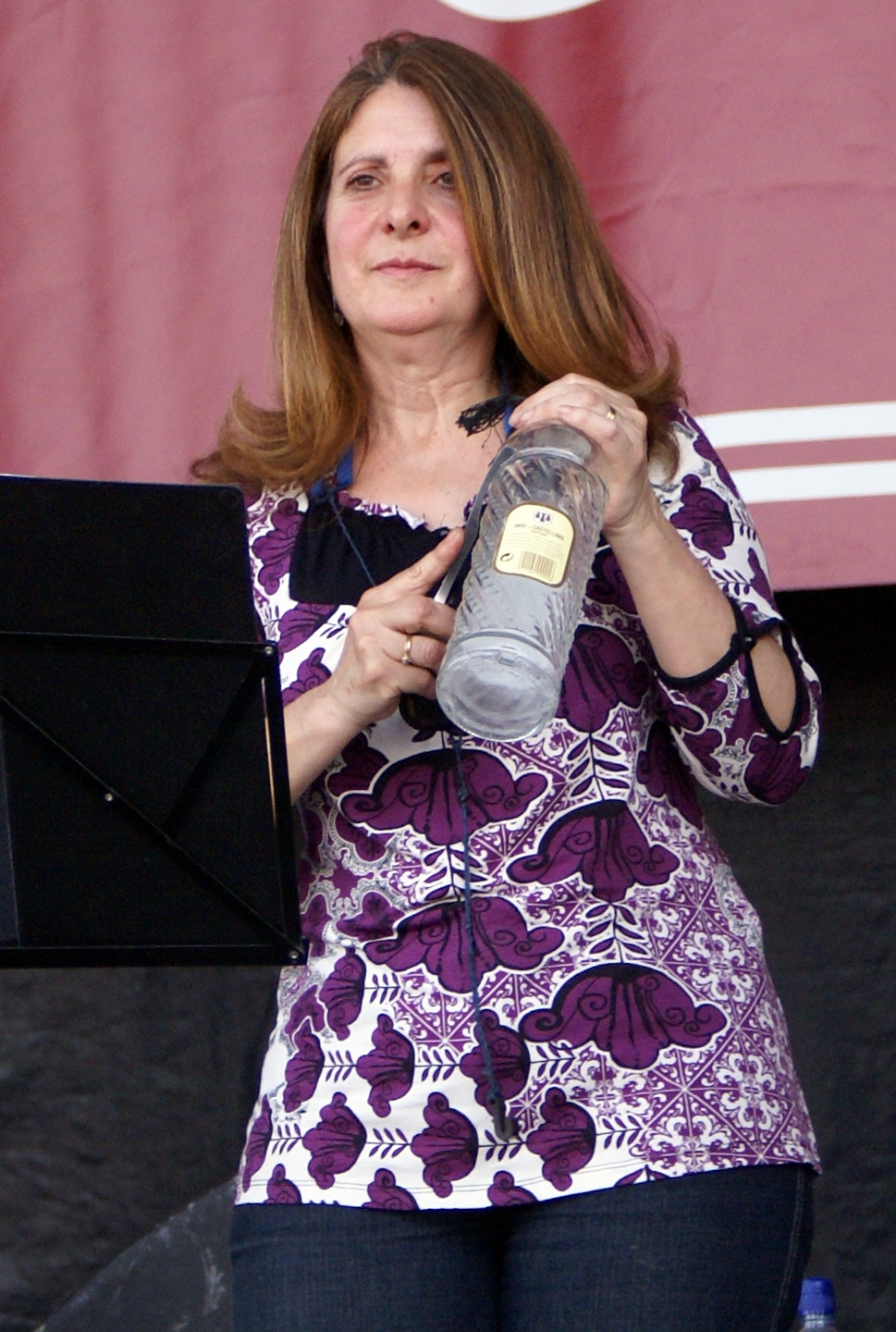
Llanos Monreal, del grupo Nuevo Mester de Juglaría, tocando la botella de anís.

La botella de anís es un instrumento musical de la categoría de los idiófonos. Es uno de los instrumentos más peculiares de la música tradicional de Castilla y León y Extremadura. Se emplean las botellas que presentan relieve en su superficie, raspándolas con una cuchara o una llave metálica de las antiguas.
Su origen se remonta a principios del siglo XIX y se emplea sobre todo en seguidillas y villancicos como acompañamiento, siendo muy común en las zambombas de Jerez de la Frontera, declaradas Bien de interés cultural